# Observatório Astronômico Municipal de Diadema
O Observatório Astronômico Municipal de Diadema (OAMD) foi um observatório astronômico localizado na região de Diadema, estado de São Paulo, que foi administrado pela Sociedade de Astronomia e Astrofísica de Diadema (SAAD). Foi desativado por conta de cortes nas verbas destinadas para ciências e educação pelo governo da cidade de Diadema, fato recorrente. Após doze anos fechado, foi demolido em janeiro de 2024.
O OAMD trabalhava na divulgação da astronomia e física na região do ABC paulista, sendo à época o único observatório municipal da Grande São Paulo.